# 아차카치

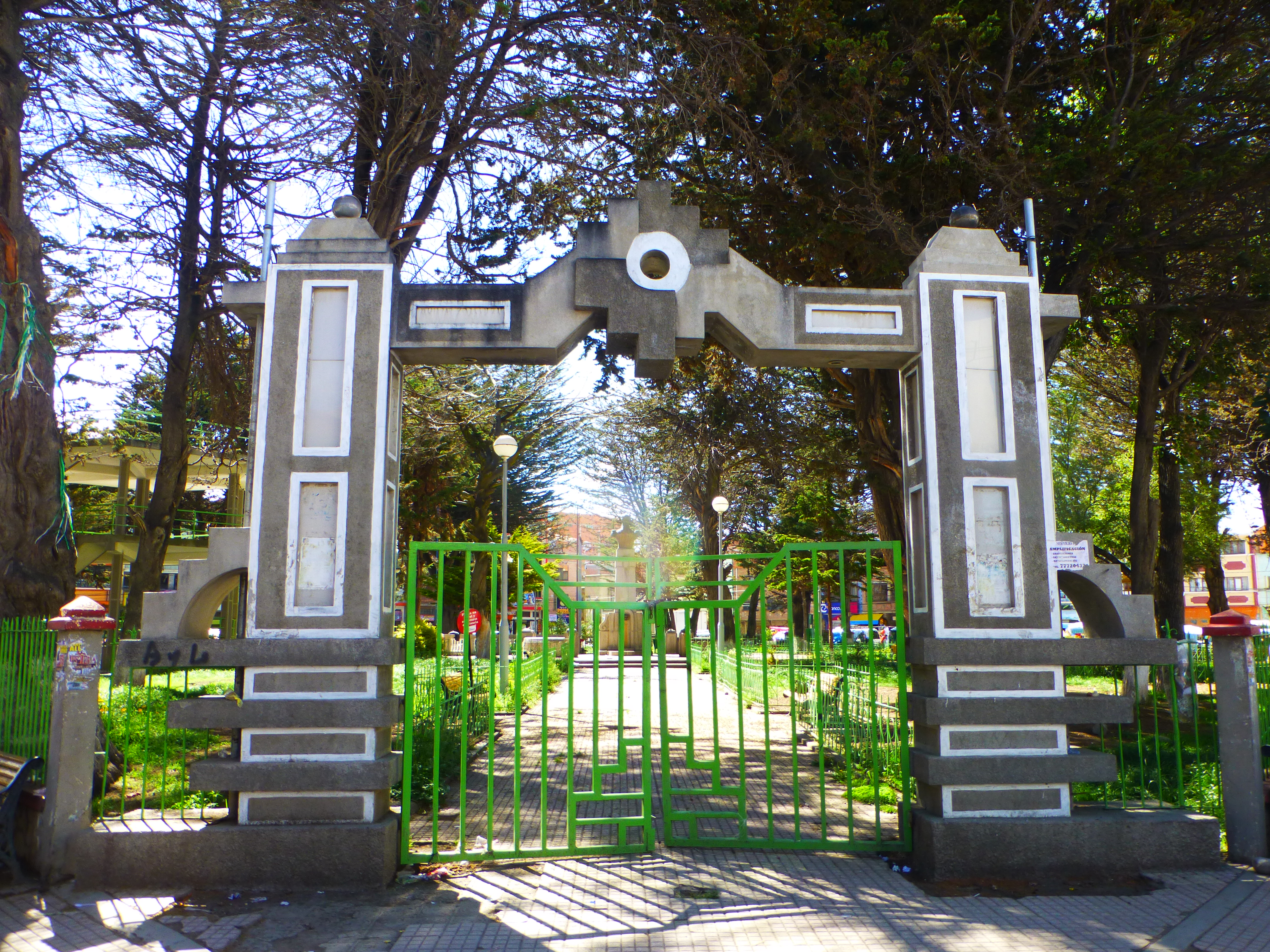

아차카치(스페인어: Achacachi)는 볼리비아 라파스 주에 위치한 도시로 높이는 3,854m, 인구는 8,857명(2012년 기준)이다. 티티카카호 동안과 접하며 볼리비아의 수도인 라파스에서 북서쪽으로 96km 정도 떨어진 곳에 위치한다.

## 자매도시
- - 이탈리아 로마